# Igreja Presbiteriana do Rio de Janeiro

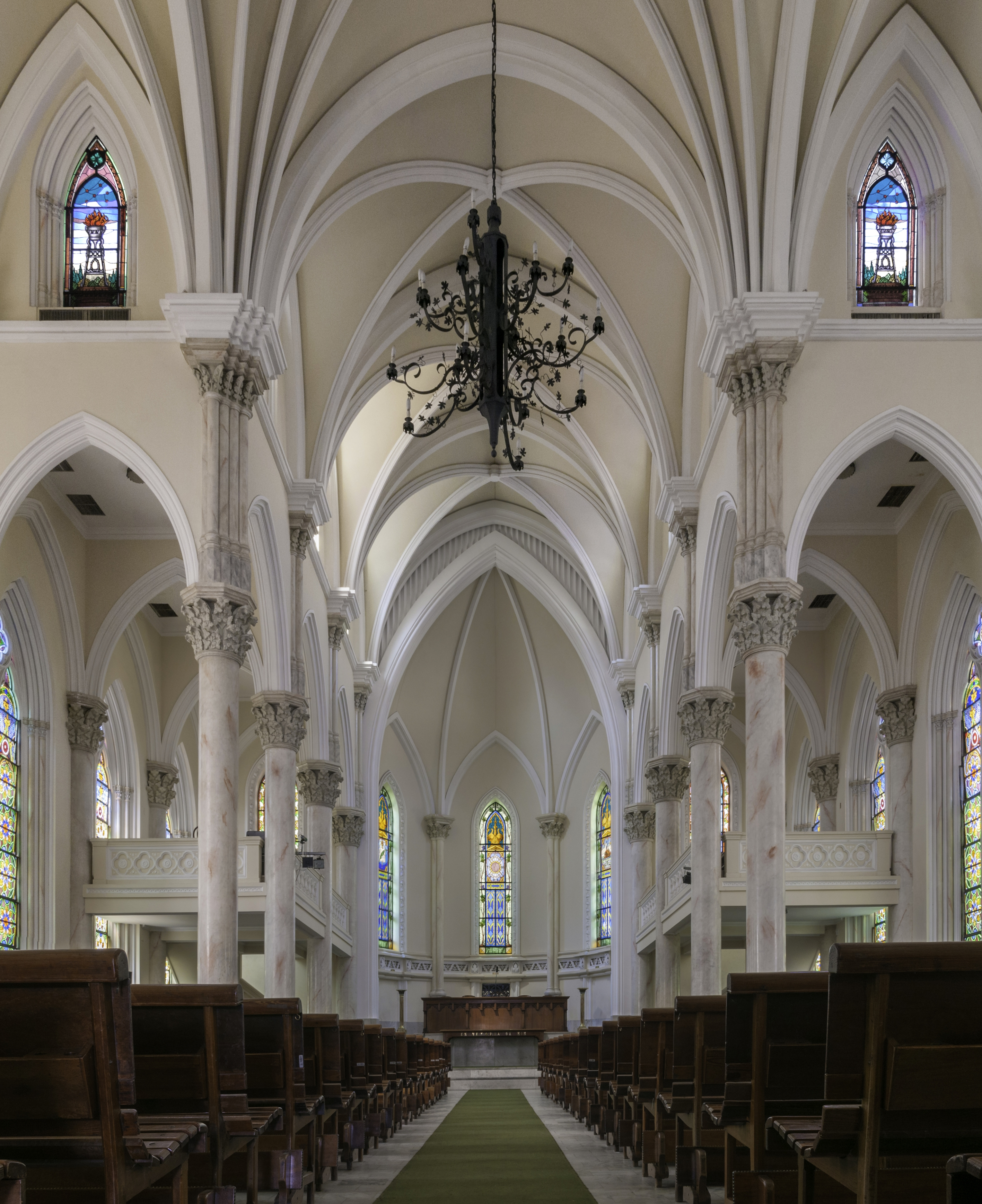
Interior da Catedral Presbiteriana do Rio de Janeiro

A Igreja Presbiteriana do Rio de Janeiro, também conhecida como Catedral Presbiteriana do Rio de Janeiro, é uma igreja protestante, de orientação calvinista presbiteriana, ligada ao Presbitério Redentor e ao Sínodo do Rio de Janeiro, ambos jurisdicionados pelo Supremo Concílio da Igreja Presbiteriana do Brasil, localizada no centro da cidade e estado do Rio de Janeiro.

## História
A organização da Igreja Presbiteriana do Rio de Janeiro remonta a 12 de janeiro de 1862, tendo como seus primeiros pastores os Reverendos Ashbel Green Simonton e Alexander Blackford.
O templo encontra-se classificado como patrimônio histórico da cidade do Rio de Janeiro.

## Características
Exemplar de arquitetura religiosa, em estilo neogótico, o seu projeto foi inspirado na Catedral de Saint-Pierre em Genebra.

## Pastorado
- Ashbel Green Simonton: 1862-1867
- Alexander Latimer Blackford: 1867-1874
- Mattathias Gomes dos Santos: 1926-1947
- Guilhermino Cunha: 1981-2015
- Renato Porpino: 2015 - dias atuais